# يوا ميكامي
مومونا كيتو (باليابانية: 鬼頭 桃菜) (من مواليد 16 أغسطس 1993)، والمعروف مهنيًا باسم يوا ميكامي (باليابانية: 三上 悠亜) هي آيدول ومغنية ويوتيوبر وعارضة إغراء وممثلة إباحية سابقة يابانية. ظهرت لأول مرة كعضوة في فرقة SKE48 في عام 2009 قبل أن تغادر الفرقة في عام 2014، وحاليًا هي عضوة في فرقة الفتيات اليابانية والتي مقرها في كوريا الجنوبية هوني بوبكورن.
دخلت صناعة الترفيه للبالغين في عام 2015 تحت وكالة Muteki بنجاح كبير وبحلول عام 2017 أصبحت واحدة من أشهر الممثلات الإباحيات المعاصرين والأكثر مبيعًا وحصلت على العديد من الجوائز.  تعمل ميكامي حاليًا تحت وكالة S1 No. 1 Style، وظهرت في أكثر من 100 فيلم للبالغين (بما في ذلك الافلام الإباحية المصورة والواقعة الإفتراضية أيضًا)،
وبصرف النظر عن العمل في أفلام الكبار، بقت ميكامي نشطًا أيضًا كمغنية.  أصبحت جزءًا من فرقة الفتيات Ebisu Muscatsin في 2015، كما ظهرت لأول مرة في كوريا الجنوبية كعضو في فرقة Honey Popcorn في 2018. كما أنها ظهرت كضيفة خاصة في لعبة ياكوزا 6 وياكوزا كيوامي 2.

## المهنة

### 2006–2014: النشأة وأول ظهور
ولد ميكامي باسم مومونا كيتو في 16 أغسطس 1993 في ناغويا.  بعد أن كانت لديها تطلعات واضحة لتصبح مشهورة، شاركت في اختبار لإختيار أعضاء للجيل الثامن من فرقة Morning Musume في عام 2006، في سن 13، لكنها تم إقصاؤها خلال الجولة الأولى.  في مارس 2009، ظهرت لأول مرة كعضوة من الجيل الثاني في فرقة SKE48 في فريق E. شهدت مسيرتها المهنية في SKE48 العديد من المشاكل، بما في ذلك شربها الكحول وهي قاصره آنذاك / فضيحة المواعدة التي اندلعت في يوليو 2013. في 16 مارس 2014، أعلنت خروجها من الفرقة وكان آخر أداء لها مع الفرقة في 9 أبريل 2014. خلال تلك الفترة ظهرت في ثمانية أغنيات فردية وتعاونات.

### 2015–الحاضر: الظهور لأول مرة كممثلة إباحية والعودة إلى الموسيقى
في 1 يونيو 2015، ظهرت لأول مرة في صناعة الترفيه للبالغين تحت اسم يوا ميكامي مع أول فيديو لها بعنوان Princess Peach، من إنتاج شركة Muteki، وهي شركة متخصصة في إنتاج أفلام الكبار للمشاهير والممثلين الصاعدين في حين أن ميكامي خططت في الأصل العمل على فيلم فيلم إباحي واحد فقط، تبين لاحقًا أن Princess Peach حقق نجاح كبير، وأصبح واحدة من أكثر الأفلام مبيعًا في Muteki وواحدة من أكثر أفلام الإباحية مبيعًا لعام 2015. الدافع الإيجابي والناجح الغير المتوقع لأول ظهور لها دفع ميكامي للبقاء في الصناعة كممثلة نشطة. في 12 نوفمبر 2015، أطلقت موقعها الرسمي.  كما تم إنشاء حساباتها على تويتر وإنستغرام في نفس اليوم. في مقابلة، قالت ميكامي: «دخلت عالم الإباحية دون التشاور مع أي شخص، إنها حياتي، لذلك يجب أن أختار لنفسي.»
تم إصدار ثاني فيلم إباحي لها بعنوان Pleasure في 1 يناير 2016، قبل أن تنتقل إلى وكالة S1 No.1 Style في في نوفمبر 2016. في 13 مايو 2016، فازت ميكامي بأول جائزة رئيسية لها  في حفل توزيع جوائز DMM للكبار لعام 2016 في فئة «أفضل ممثلة جديدة» التي قدمتها لها زميلتها الممثلة مو أماتسوكا. في 13 أبريل 2016، انضمت إلى فرقة Ebisu Muscats كعضوة من الجيل الثاني. كانت الوجه الرسمي ل AV Open عام 2016 مع ومسامي إيشيكاوا ريكا هوشيمي. كانت ايضًا فتاة حملة الحدث لمهرجان عيد الشكر الوطني للمعجبين 2016 إلى جنب هيبيكي أتسوكي.
استمرت شعبية ميكامي في النمو، حيث أصبحت واحدة من الممثلات «الرائدات» في شركة S1، حيث تظهر أفلامها بانتظام على قائمة الأكثر مبيعًا.  في عام 2018، عندما قامت Fanza بإجراء بحث حول أفضل 10 ممثلات إباحيات مبيعًا لهذا العام، احتلت ميكامي في المرتبة 8 في التنزيلات الرقمية ورقم 5 في مبيعات دي في دي / بلو راي المادية.  فازت ميكامي بجائزتها الرئيسية الثانية، في فئة «أفضل ممثلة» في حفل جوائز DMM للكبار لعام 2017.  كما قدمت جائزة «أفضل ممثلة جديدة» إلى الممثلة السابق شوكو تاكاهاشي. مع ظهور كل منهما لأول مرة في وكالة Muteki وكونهم ولدو في ناغويا، شكلت ميكامي وشوكو تاكاهاشي صداقة وثيقة وبدأو في الظهور في برنامج متنوعة مثل «اعرض صواريخك».  في الذكرى السنوية العاشرة لشركة Muteki، ظهر الصديقتان في فيلم إباحي مشترك لهما بعنوان These Two Have No Equal في 1 ديسمبر 2018. رافق الفيلم الذي مدته أربع ساعات أيضًا إصدارًا للبالغين لمدة ساعتين قائمًا على الواقع الافتراضي. كما أصبح ثاني أفضل فيلم ياباني مبيعًا لعام 2018.
تستمر ميكامي حاليًا في مسيرتها كممثلة إباحية في شركة S1 وظهرت في أكثر من 100 فيلم حتى الآن.  في عام 2019 أصبحت ثاني أكبر ممثلة إباحية مبيعًا في العام بجوار يوي هاتانو.
بدأت ميكامي أيضًا علامتها التجارية الخاصة بالملابس بعنوان "YOUR'S"، وهي مستوحى بشكل كبير من صديقها المقربة والممثلة الإباحية كيرارا آسوكا.

## الحياة الشخصية
في يوليو 2013، عندما كانت عضوة في SKE48، نشرت Weekly Bunshun صورًا حميمة لها مع الممثل تيغوشي يويا، في حين يُزعم أنها كانت في حالة سكر، وبقيت طوال الليل في منزله في مايو 2013. تسبب الخبر في ضجة، خصوصا حيث ان تم تصوير صور لميكامي وهي تشرب الكحول حيث كانت تحت سن الشرب القانوني في ذلك الوقت.

## الجوائز
- 7 مايو 2016: فازت بجائزة من حفل توزيع جوائز DMM، (بالإنجليزية: DMM Adult Award) عن «فئة أفضل ممثلة جديدة».[18][19]
- 3 مارس 2016: فازت بجائزة من حفل توزيع جوائز سكاي تي في، (بالإنجليزية: Adult Broadcasting Awards) عن فئة «أفضل عمل».[20][21]
- 23 أبريل 2017: فازت بجائزة من حفل توزيع جوائز DMM، (بالإنجليزية: DMM Adult Award) عن «فئة أفضل ممثلة».[22][23]

## روابط خارجية
- يوا ميكامي على موقع IMDb (الإنجليزية)
- يوا ميكامي على موقع ميوزك برينز (الإنجليزية)
- يوا ميكامي على موقع قاعدة بيانات الفيلم (الإنجليزية)